# Los Angeles Heat
Ne doit pas être confondu avec Heat de Los Angeles.
Los Angeles Heat (L.A. Heat) est une série télévisée américaine en 48 épisodes de 43 minutes, créée par Joseph Merhi et Richard Pepin. Elle a d'abord été diffusée en Allemagne dès le 20 janvier 1997, en France, Portugal, Russie, Australie, Pologne et Malaisie avant d'être achetée aux États-Unis par TNT qui la diffusa du lundi au vendredi entre le 15 mars et le 19 mai 1999.
En France, la série a été diffusée à partir du 16 mars 1997 sur M6 puis rediffusée sur 13ème rue et Virgin 17. Elle reste inédite dans les autres pays francophones.
Dans la tradition des buddy movies comme la saga L'Arme fatale, la série met en scène un duo de policiers bien différents à Los Angeles.

## Synopsis
Chester « Chase » McDonald, jeune policier blanc casse-cou, fait équipe avec un policier afro-américain bien plus posé, August Brooks. Ils enquêtent sur différentes affaires criminelles au sein de la brigade des vols et homicides du Los Angeles Police Department.

## Distribution

### Acteurs principaux
- Wolf Larson (VF : Maurice Decoster) : Chester « Chase » McDonald
- Steven Williams (VF : Jean-Louis Faure) : August Brooks
- Renée Tenison (VF : Pascale Vital) : Kendra Brooks, l'épouse d'August
- Dawn Radenbaugh (VF : Claire Guyot) : Jodi Miller, la fiancée de Chase
- Kenneth Tigar (VF : Yves Barsacq) puis (VF : Jean Lescot) : le capitaine Jensen

### Acteurs récurrents
- Sugar Ray Leonard (VF : Bruno Dubernat) : le détective Benny Lewis
- Christopher Boyer (VF : Jean-Pierre Denys) : Cragmeyer, le responsable de la police scientifique
- Clay Banks (VF : Bertrand Liebert) : le détective Sam Richardson
- Jessica Cushman (VF : Véronique Borgias) : Annie Mason, l'assistante de Cragmeyer
- Jessica Hopper (VF : Virginie Ledieu) : le docteur Judith Sands, la psychologue du commissariat
- Debbie James (VF : Laurence Crouzet) : le docteur Samantha Morecroft, médecin légiste (à partir de la saison 2)
- Michael McFall (VF : Lionel Henry) : le détective Jack Lawson
- Sandra Ferguson (VF : Isabelle Ganz) puis Jillian McWhirter : le détective Nicole Stockman
- Gary Hudson (en) : Bobby Cole, criminel (à partir de la saison 2)

 Source et légende : version française (VF) sur RS Doublage et Doublage Séries Database

## Épisodes

### Première saison (1997)
1. Duo de choc (Daybomber)
2. La Fin de la trêve (Too Young to Die)
3. Protection rapprochée (In Transit)
4. Chaude Nuit (Electra)
5. Trafic de puces (Silicon Sting)
6. Quand la télévision s'en mêle (Cop Star)
7. La Clé du pouvoir (Strange Currencies)
8. Tentation à double tranchant (Rage)
9. Pris au mot (Words Will Never Hurt Me)
10. Les Bouledogues (Rap Sheet)
11. Papillon (For Whom the Bullet Tolls)
12. Un compte à régler (Old Scores)
13. Vendetta (My Brother's Keeper)
14. Liste d'attente (211 Kidney)
15. Terre promise (Special Order 40)
16. Le Faucon (Falcon)
17. Pollution meurtrière (Green Justice)
18. Le Troisième suspect (Smash and Grab)
19. Le Coupable idéal (A Killing on Lily Lane)
20. Le Dernier combat (Death House)
21. Scotland Yard chez les cow-boys (When Irish Eyes Are Smiling)
22. Quand la folie rode… (Chester Nut)
23. Série noire pour super héros (Captain Crimestopper)
24. La Filière (Big Guns)
25. Secret défense (National Security)
26. Dernière Cascade (Wake Up Call)

### Deuxième saison (1998)
1. Nuit blanche pour un vampire (Fangs)
2. Méprise à Chinatown (F is for Framed)
3. Les Feux de l'intolérance (Burning Sanctuary)
4. Meurtres en coulisses (Strip Show)
5. Panique dans la nuit (Eyewitness)
6. Quand le passé refait surface (Little Saigon)
7. Un poisson en eaux troubles (John Doe)
8. Indice sur le net (Widow Maker)
9. Trop belles pour toi (Obsession)
10. Vacances mouvementées (Call of the Wild)
11. Rivalités de muscle (The Bigger They Are)
12. Le Face à face (Faces of Fear)
13. Le Moine (The Monk)
14. Explosions (Ties That Bind)
15. Les Émancipateurs (In Harm's Way)
16. Mauvaise Réputation (Bad Reputation)
17. Danny l'anguille (Danny the Eel)
18. Sale temps pour les flics (Cop Killer)
19. Le hasard était au rendez-vous (Professor Benton)
20. Une mine d'or en puzzle (Legacy of a Buffalo Soldier)
21. Une équipe d'enfer [1/2] (Armageddon [1/2])
22. Une équipe d'enfer [2/2] (Vengeance [2/2])

### Diffusion
- Allemagne : 20 janvier 1997
- France : 16 mars 1997 - M6, 13ème rue, Virgin 17
- Portugal : 18 mai 1997
- États-Unis : 15 mars 1999 - TNT
- Italie : 21 juin 1999
- Estonie : 15 février 2001
- Hongrie : mars 2004